# Les Dalton courent toujours
Les Dalton courent toujours est la trente-et-unième histoire de la série Lucky Luke par Morris (dessin) et René Goscinny (scénario). Elle est publiée pour la première fois en 1960 dans le journal Le Parisien libéré, puis en 1964 dans l'album éponyme.

## Résumé
Le nouveau président des États-Unis ayant décrété une amnistie générale, tous les prisonniers sont libérés, y compris les Dalton. Ceux-ci s'installent dans une ville proche, Awful Gulch, et louent un local à côté de la banque, espérant ainsi creuser un tunnel jusqu'à cet établissement afin de le piller. Mais Lucky Luke, qui a deviné leurs intentions, s'empresse de déménager la banque et d'y installer à la place le bureau du shérif.
Les quatre frères changent alors de stratégie : après avoir s'être débarrassés de Lucky Luke, ils attaquent une diligence et s'établissent temporairement à Pocopoco Pueblo. Puis, lorsque la ville a connaissance de leur forfait, ils prennent une nouvelle fois la fuite et tentent de traverser le désert. C'est là que Lucky Luke les rattrape et les ramène au pénitencier.

## Personnages
- Lucky Luke
- Jolly Jumper
- les Dalton
  - Averell Dalton : le plus grand et le plus bête, toujours affamé, « gaffeur-né »[2].
  - Jack Dalton : plus petit qu'Averell, mais plus grand que William.
  - William Dalton : plus petit que Jack, mais plus grand que Joe, avec Jack ils « constituent le chœur grec »[2].
  - Joe Dalton : le plus petit, le plus teigneux, « stupide, (...) égoïste, vaniteux, cruel et avide »[2], il voue une haine inextinguible à Lucky Luke.
- Shérif de Pocopoco Pueblo: il accueille à sa table les Dalton, croyant qu'ils se sont bien tenus depuis leur amnistie.

## Publication

### Revues
Le Parisien Libéré, 1960

### Album
Éditions Dupuis, n° 23, 1964

## Adaptation
Cet album a été adapté dans la série animée Lucky Luke, diffusée pour la première fois en 1991.